# قروب جي 115
قروب جي 115 (بالإنجليزية: Grob G - 115) طائرة تدريب ثابتة الجناح صنعت بواسطة شركة قروب إيروسبيس الألمانية. الطراز (E) يخدم في القوات الجوية الملكية البريطانية والقوات الجوية المصرية. تعرف في بريطانيا بالاسم تي.1 (بالإنجليزية: T.1).

## المستخدمون
- المملكة المتحدة
  - تُستخدم في العديد من مدارس الطيران التابعة للقوات الجوية الملكية البريطانية.
- مصر
  - لديها 68 طائرة من الطراز (E) تابعه للواء الجوي 117 للتدريب الابتدائي التابع للقوات الجوية المصرية.

## المواصفات

### الصفات العامة
- الطاقم: 2 (مُتدرب، مُدرب).
- الطول: 7.59 متر.
- المسافة بين الجناحين: 10.0 متر.
- الارتفاع : 2.8 متر.
- مساحة الأجنحة: 12.2 متر².
- الوزن فارغة: 690 كجم.
- أقصى وزن: 990 كجم.
- المحرك: محرك واحد من نوع (لايكومينغ O-360) يعطي قوة دفع 149 كيلو نيوتن.

### الأداء
- السرعة القصوى: 343 كيلومتر/ساعة.
- المدى: 1,150 كيلومتر.
- أقصى ارتفاع: 3,050 متر.
- معدل الصعود: 5.33 متر/ثانية.
- حمل الوقود الأقصي: 150 لتر (بمقارنة كمية الوقود بكمية وقود طائرة نفاثة سنجد أن تلك الكمية لا تكفي الطائرة النفاثة لإنهاء ممر الإقلاع علي عكس الطائرة جي - 115 التي تكفيها لعمل رحلة كاملة.).

## وصلات خارجية
- صور للطائرة جي - 115.
- صفحة الطائرة علي موقع القوات الجوية الملكية البريطانية. نسخة محفوظة 17 مارس 2007 على موقع واي باك مشين.